# Miss Nouvelle-Zélande
 (novembre 2012).
Si vous disposez d'ouvrages ou d'articles de référence ou si vous connaissez des sites web de qualité traitant du thème abordé ici, merci de compléter l'article en donnant les références utiles à sa vérifiabilité et en les liant à la section « Notes et références ».
Miss Nouvelle-Zélande est un concours de beauté féminine, destiné aux jeunes femmes habitantes et de nationalité néo-zélandaise.
La sélection permet de représenter le pays au concours de Miss Univers.

## Les Miss pour Miss Univers

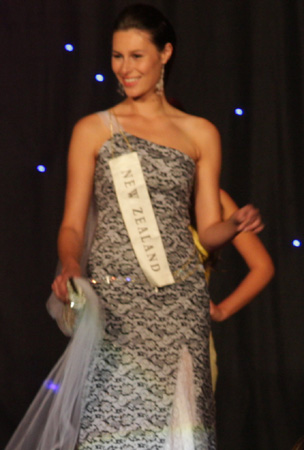
Kahurangi Taylor, Miss Monde Nouvelle-Zélande 2008.

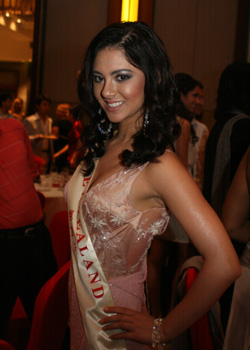
Stephanie Dods, Miss Monde Nouvelle-Zélande 2007.

| Année | Nom                        | Représente    | Classement        | Notes                                                                                      |
| ----- | -------------------------- | ------------- | ----------------- | ------------------------------------------------------------------------------------------ |
| 1979  | Andrea Kake                |               |                   |                                                                                            |
| 1980  | Delyse Nottle              |               | Deuxième dauphine |                                                                                            |
| 1981  | Donella Thomsen            |               | Demi-finaliste    |                                                                                            |
| 1982  | Sandra Helen Dexter        |               |                   |                                                                                            |
| 1983  | Lorraine Downes            |               | Winner            | Gagnante de la saison de la saison 2 de la version néo-zélandaise de Danse avec les stars. |
| 1984  | Tania Clague               |               |                   |                                                                                            |
| 1985  | Claire Glenister           |               |                   |                                                                                            |
| 1986  | Christine Atkinson         |               |                   |                                                                                            |
| 1987  | Ursula Kim Ryan            |               |                   |                                                                                            |
| 1988  | Lana Coc-Kroft             |               |                   | Présentatrice de télévision et célébrité                                                   |
| 1989  | Lucy Lawless               |               |                   | Interprétera Xéna, la Guerrière, 6 ans plus tard                                           |
| 1992  | Lisa Maree de Montalk      |               | Demi-finaliste    |                                                                                            |
| 1993  | Karly Kinnaird             |               |                   |                                                                                            |
| 1994  | Nicola Brighty             |               |                   |                                                                                            |
| 1995  | Shelley Edwards            |               |                   |                                                                                            |
| 1996  | Sarah Brady                |               |                   |                                                                                            |
| 1997  | Marina McCartney           |               |                   |                                                                                            |
| 1998  | Rosemary Rassell           |               |                   |                                                                                            |
| 1999  | Kristy Wilson              |               |                   |                                                                                            |
| 2000  | Tonia Peachey              |               |                   |                                                                                            |
| 2001  | Kateao Nehua Jackson       | Māori         |                   |                                                                                            |
| 2003  | Sharee Adams               | Wellington    |                   |                                                                                            |
| 2006  | Elizabeth Gray             | Auckland      |                   |                                                                                            |
| 2007  | Laural Barrett             | Christchurch  |                   |                                                                                            |
| 2008  | Samantha Powell            | Paraparaumu   |                   |                                                                                            |
| 2009  | Katie Taylor               | Auckland      |                   |                                                                                            |
| 2010  | Ria van Dyke               | Auckland      |                   |                                                                                            |
| 2011  | Priyani Puketapu           | Wellington    |                   |                                                                                            |
| 2012  | Talia Bennett              | North Harbour |                   |                                                                                            |
| 2013  | Holly Cassidy              | Auckland      |                   |                                                                                            |
| 2014  | Rachel Maree Millns        | Wellington    |                   |                                                                                            |
| 2015  | Samantha McClung           | Canterbury    |                   |                                                                                            |
| 2016  | Tania Pauline Dawson       | Auckland      |                   |                                                                                            |
| 2017  | Harlem-Cruz Atarangi Ihaia | Hawke's Bay   |                   |                                                                                            |
| 2018  | Estelle Curd               | Auckland      |                   |                                                                                            |
| 2019  | Diamond Langi              | Auckland      |                   |                                                                                            |
| 2024  | Victoria Velasquez Vincent | Auckland      |                   |                                                                                            |